# Antidesma comptum
Antidesma comptum là một loài thực vật có hoa trong họ Diệp hạ châu. Loài này được Tul. mô tả khoa học đầu tiên năm 1851.